# Epulopiscium fishelsonii
Epulonipiscium fishelsonii (Epulonipiscium: Gast beim Bankett eines Fisches, 'fishelsonii nach dem Entdecker) ist ein ungewöhnlich großes grampositives Bakterium. Es lebt symbiotisch im Darm von Doktorfischen, wo es beim Abbau von Nahrung hilft, die der Fisch aufgenommen hat. Die 1985 entdeckte Art galt mit Längen von bis zu 0,6 Millimetern bis zur Entdeckung von Thiomargarita namibiensis 1999 als das größte bekannte Bakterium. Es gibt jedoch daneben auch Zellen, die nur 30 µm groß werden, so dass es zu 2000-fachen Volumenunterschieden zwischen großen und kleinen Vertretern der Art kommt.
Mittlerweile sind einige ähnliche Zellen auch in anderen Doktorfischen entdeckt worden. Die Artgrenzen sind beim jetzigen Stand der Forschung nicht eindeutig. Daher wird teilweise von Epulonipiscium spp. oder Morphotypen gesprochen.

## Physiologie
Epulonipiscium fishelsonii hat eine einzigartige Anatomie, deren Spezifika meist dazu dienen, klassische Begrenzungen der Größe eines Bakteriums zu überwinden. Die Gründe für die enorme Größe sind unbekannt. Eine mögliche Ursache ist der Schutz gegen bakterienfressende Protisten.
Die Zellwand ist vielfach eingefaltet, um die Oberfläche zu maximieren. Sie verfügt über einen Kortex mit Tubuli, Vesikeln und anderen Strukturen, die normalerweise nur bei Eukaryoten zu finden sind. Möglicherweise dienen diese Strukturen dem intrazellulären Transport. Damit wäre Epulonipiscium fishelsonii ein ungewöhnliches Beispiel für konvergente Evolution in Dimensionen von Einzelzellen.
Epulonipiscium fishelsonii Typ B lebt im Darmtrakt des Nasendoktorfisches Naso tonganus und wird 200–300 µm lang und 50–60 µm breit. Für diesen Typ wurde beschrieben, dass er hochgradig polyploid ist und bis zu 200.000 Kopien seines Genoms in sich trägt, in Abhängigkeit von der Zellgröße. Es ergab sich dabei ein Verhältnis von einer Kopie des Genoms auf 1,9 µm3 Cytoplasma. Im Vergleich zu Bacillus subtilis, einem normal großen Bakterium mit einem Genom auf 0,7 µm3 Cytoplasma liegt das Genom-Cytoplasma-Verhältnis also in einer ähnlichen Größenordnung.
Die DNA von Epulonipiscium fishelsonii Typ B fand sich nahe der Zelloberfläche. Die Autoren der Studie spekulieren, dass dadurch eine schnellere Antwort auf äußere, örtliche Reize möglich sei, als wenn die Genome in der Mitte der Zelle lägen. Auch beim Riesenbakterium Thiomargarita namibiensis findet sich die DNA am Rand der Zelle. Hier ist das Stoffwechsel-aktive Cytoplasma jedoch durch eine große zentrale Vakuole, welche 98 % des Zellvolumens einnimmt, auf einen schmalen Rand begrenzt, während bei Epulonipiscium fishelsonii das zentrale Cytoplasma anscheinend aktiv ist.
Durch die Zellgröße und die hohe Anzahl an Erbgut-Kopien hat sich Epulonipiscium manche Vorteile eukaryotischer Zellen angeeignet.

## Vermehrung
Einer der ungewöhnlichsten Aspekte von Epulonipiscium fishelsonii ist sein Reproduktionsverhalten. Anders als die meisten Bakterien, die sich asexuell durch Zellteilung vermehren, reproduziert sich Epulonipiscium auf eine Weise, die vermutlich aus der Sporulation entstanden ist: meistens zwei, in einem Morphotyp aber auch bis zu zwölf Tochterzellen wachsen in der Mutterzelle heran, bis diese sich auflöst und die neuen Individuen freigibt.

Vermehrungszyklus von Epulopiscium fishelsoni 1. Primordienbildung: Anlage zweier Tochterzellen (1.2) in der Elternzelle (1.1), 2., 3. Wachstum der Tochterzellen, 4. Entweichen der Tochterzellen nach außen

Obwohl Sporulation unter Bakterien nicht ungewöhnlich ist (siehe Bacillus subtilis), ist sie normalerweise eher ein Mittel in Mangel- bzw. Stresssituationen als der übliche Weg der Vermehrung. Auch sind die Tochterzellen üblicherweise Ruhestadien, wohingegen die freigesetzten Zellen von Epulonipiscium bereits aktiv sind. Ähnliche Reproduktionswege gehen andere symbiotische Darmbakterien wie z. B. Metabacterium polyspora, die Epulonipiscium phylogenetisch nahestehen. Möglicherweise ermöglicht Sporulation den Schutz der Tochterindividuen vor den rauen Bedingungen des Verdauungssystems.
Bei E. fishelsonii-ähnlichen Endosymbionten wurde auch Vermehrung durch Teilung oder durch Mischformen gefunden.

## Ökologie
Aus den Eingeweiden der meisten Doktorfisch-Arten konnten unterschiedliche Stämme von Epulonipiscium isoliert werden, eine Reinkultur gelang bisher aber nicht.
Die Beziehung der Doktorfische und Bakterien zueinander wird als Mutualismus eingestuft. Der genaue Charakter der Beziehung ist noch unbekannt, es wird jedoch als sicher angenommen, dass Epulonipiscium fishelsonii den Fischen dabei hilft, Nährstoffe aus gefressenen Algen und aus Detritus zu gewinnen.
Der Tageszyklus von Epulonipiscium fishelsonii verläuft synchronisiert mit den täglichen Aktivitäten seines Wirtes. Über Tag, während der Doktorfisch Algen aufnimmt, wandern die rundlichen, kompakten Nukleoide an die Enden der Zelle und beginnen sich zu strecken. Wenn sie sich am späten Nachmittag / frühen Abend auf rund 50 bis 75 % der Länge der Zelle ausgedehnt haben, beginnt die Sporulation.

## Geschichte und Systematik
1985 wurde vom israelischen Wissenschaftler Lev Fishelson von der Universität Tel Aviv und Kollegen die Entdeckung eines großen, zigarrenförmigen, zunächst unbenannten Einzellers veröffentlicht, den sie im Darm von Goldtupfen-Doktorfischen (Acanthurus nigrofuscus) aus dem Roten Meer fanden.
Er konnte eine Größe von bis zu 0,5 mm erreichen, rund die dreifache Länge eines Pantoffeltierchens, über 85 % der Zellen waren jedoch kleiner als 0,2 mm. Sie hielten ihn aufgrund seiner Größe für einen Protisten, den sie jedoch keiner bekannten Protistengruppe zuordnen konnten. Weitere Gründe für die Einordnung als Protist waren haarähnliche Strukturen an der Zelloberfläche und eine Struktur im Zellinneren, die für einen Zellkern gehalten wurde. Der Einzeller kam mit einer Dichte von 20.000 bis 100,000 Zellen pro Milliliter im Darm dieses pflanzenfressenden Doktorfisches vor. Die Autoren hielten ihn für einen symbiotisch mit dem Fisch lebenden Organismus. Für diese Annahme sprach, dass sie ihn in jedem von mehreren hundert Exemplaren von Acanthurus nigrofuscus, finden konnten. Auch in Acanthurus sohal wurde er entdeckt, nicht jedoch in mehreren anderen verwandten Arten.
Die Benennung in Epulopiscium fishelsoni erfolgte in einer Veröffentlichung 1988, der Name wurde später korrigiert in Epulonipiscium fishelsonii. Die Gattung und Art sind noch nicht valide beschrieben und publiziert, deshalb ist der offizielle Status dieser Art „Candidatus“.
Eine rRNA-Analyse durch Pace 1993 ergab, dass es sich um ein Bakterium handelt. Zwar konnte es in der Folge der Ordnung der Clostridiales zugeordnet werden, seine genaue systematische Position darin ist allerdings noch ungeklärt. Der Gattungsname verweist auf die symbiotische Lebensweise und bedeutet so viel wie „Gast beim Bankett eines Fisches“; das Artepitheton ehrt den Entdecker Lev Fishelson.
Bei einer Untersuchung der Darmflora von Riff-Fischen im Pazifik wurden in Doktorfischen eine Reihe ähnlicher Einzeller gefunden. Sie wurden aufgrund ihrer Größe und ihres Reproduktionsverhaltens klassifiziert. Große Zellen ähnlich Epulopiscium fishelsoni wurden zum Beispiel wiederum im Goldtupfen-Doktorfisch A. nigrofuscus und im Blaustreifen-Doktorfisch Acanthurus lineatus gefunden. Sie werden als A-Morphotyp bezeichnet. Mittlerweile sind über zehn Morphotypen bekannt. Da die Zuordnung zu Arten noch unklar ist, wurden sie in ihrer Gesamtheit hilfsweise als ‚Epulos‘ bezeichnet.